# Dilce
Dilce este o localitate din comuna Postojna, Slovenia, cu o populație de 131 de locuitori.